# Grązów
Grązów (do 1994 Grązów Wodzisławski) – wieś sołecka w Polsce położona w województwie świętokrzyskim, w powiecie jędrzejowskim, w gminie Sędziszów.
W latach 1975–1998 miejscowość administracyjnie należała do województwa kieleckiego.

## Historia
W wieku XIX Grązów wchodzi w skład dóbr Sędziszów - według stanu z roku 1885 folwark Grązów posiadał wówczas 176 mórg gruntu było w nim 4 budynki w tym jeden murowany.